# شهبازپور
شهبازپور (به لاتین: Shahbazpur) یک منطقهٔ مسکونی در بنگلادش است که در ناحیه برهمن‌بریه واقع شده‌است. شهبازپور ۲۱٬۴۲۹ نفر جمعیت دارد.